# العراق في الألعاب الأولمبية الصيفية 2012
شاركت العراق في دورة ألعاب أولمبية صيفية 2012، لندن، المملكة المتحدة، في الفترة من 27 يوليو - 12 أغسطس 2012. وستشارك ب8 رياضيين في 7 رياضة

## ألعاب القوى
- دانا عبد الرزاق، 100 متر.

## الرماية
منح العراق بطاقة مشاركة دون تأهّل.
| Athlete           | الفعالية | الجول  | الجول | جولة 64                              | جولة 32      | جولة 16      | ربع النهائب  | نصف النهائي  | النهائي/ BM  | النهائي/ BM |
| Athlete           | الفعالية | النقاط | Seed  | الخصم النقاط                         | الخصم النقاط | الخصم النقاط | الخصم النقاط | الخصم النقاط | الخصم النقاط | المركز      |
| ----------------- | -------- | ------ | ----- | ------------------------------------ | ------------ | ------------ | ------------ | ------------ | ------------ | ----------- |
| رند سعد المشهداني | رماية    | 498    | 64    | Ki B-b ‏ (كوريا الجنوبية) (1) · L 0–6 | لم تتأهل     | لم تتأهل     | لم تتأهل     | لم تتأهل     | لم تتأهل     | لم تتأهل    |

## السباحة
- السباح مهند أحمد

## مقالات ذات صلة
- الوطن العربي في الألعاب الأولمبية الصيفية 2012